# Dơi thùy tai to
Dơi thùy tai to (tên khoa học Paracoelops megalotis) là loài dơi thuộc họ Dơi mũi. Đây là loài duy nhất thuộc chi Paracoelops. Đây là loài đặc hữu của Việt Nam. Loài dơi này đang bị đe dọa môi trường sống.
Đánh giá năm 2008 của các nhà khoa học nước ngoài công bố trên website của IUCN, cho biết cụ thể hơn. Theo đó, không có thông tin gì về số lượng, không rõ loài này có mặt trong các khu bảo tồn hay không. IUCN nhấn mạnh, đến nay, chưa có bất cứ biện pháp bảo tồn tại chỗ nào được thực hiện và khuyến cáo cần có thêm các nghiên cứu về loài chỉ thấy có ở Việt Nam này.
Tuy nhiên, theo một công trình nghiên cứu của tiến sĩ Vũ Đình Thống cùng các cộng sự Anh, Pháp, Đức và Ireland được thực hiện vào năm 2010 thì loài dơi này thực chất là một loài động vật không hề tồn tại, và sự xuất hiện của phân loài "dơi thùy tai to" là dựa trên những sai sót trong quá trình phân tích một mẫu vật của loài dơi nếp mũi xinh (Hipposideros pomona), được thực hiện vào năm 1947 bời nhà sinh vật học người Pháp André David-Beaulieu.

## Mô tả
Loài dơi này có cỡ trung bình. Tai cực lớn, gập xuống phía trước vượt xa mõm. Thùy đối tai (antitragus) rất phát triển. Mặt có lá mũi hình móng ngựa, xẻ ở đường trung tuyến thành hai thùy lỗ mũi thông ở cạnh đường này và một lá ngang tròn có vân tỏa tròn, cách biệt lá trước do một hàng lông. Đuôi thiếu. Màng da gian xương đùi không khuyết, có xương gót dài. Bộ lông dày. Mặt lưng nâu. Chỏm đầu vàng tươi. Mặt dưới màu be nhạt. Màng da cũng thế, trụi lông. T. 75mm. OT. 42mm.

## Phân bố
Việt Nam: Thành phố Vinh ( Nghệ An ).